# Pfarrhaus (Kleinwenkheim)

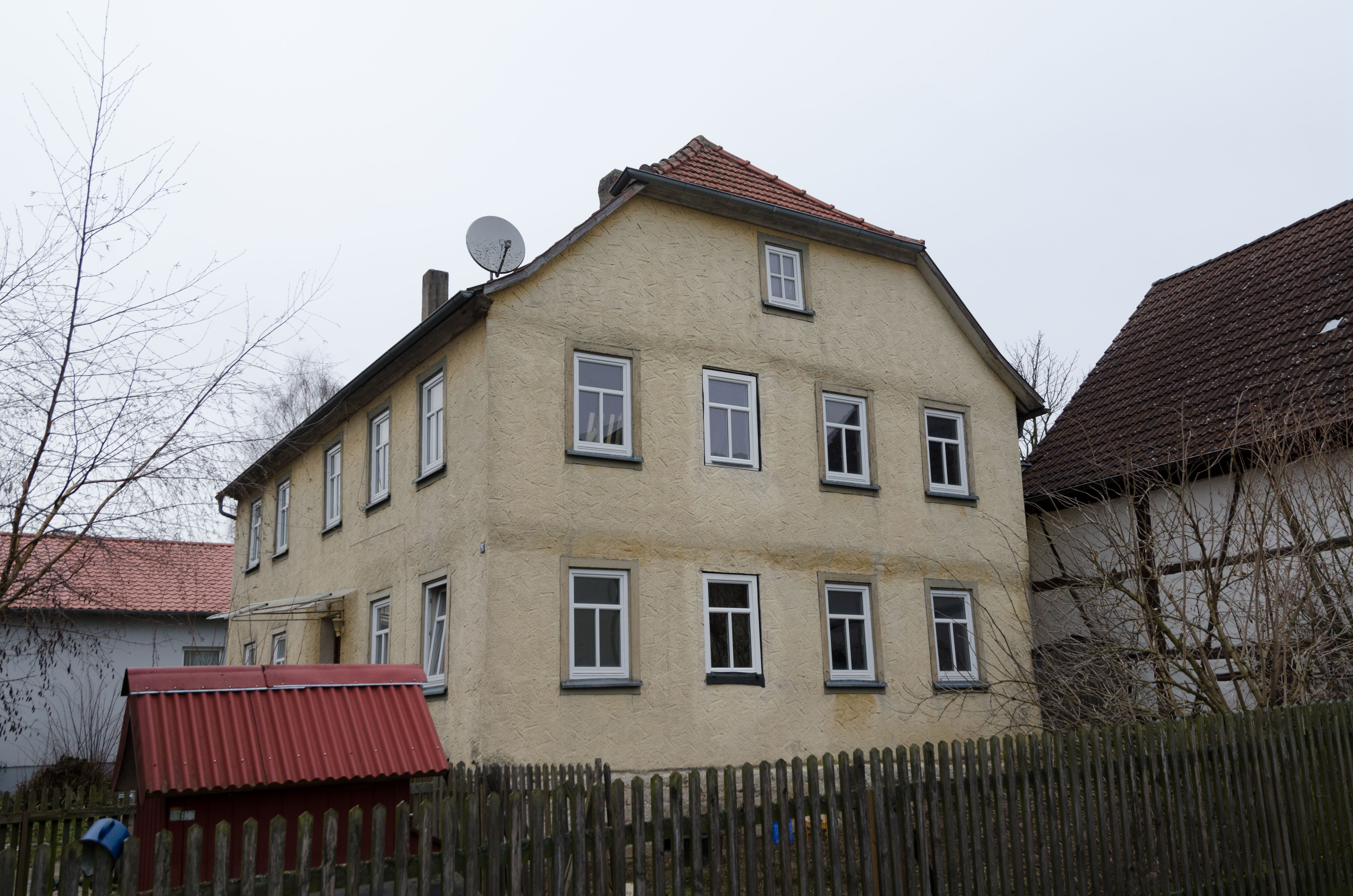
Ehemaliges Pfarrhaus in Kleinwenkheim

Das Pfarrhaus in Kleinwenkheim, einem Stadtteil von Münnerstadt im unterfränkischen Landkreis Bad Kissingen in Bayern, wurde in der ersten Hälfte des 19. Jahrhunderts errichtet. Das ehemalige Pfarrhaus an der Dr.-Severin-Illig-Straße 16, in der Nähe der katholischen Pfarrkirche St. Nikolaus, ist ein geschütztes Baudenkmal.
Der zweigeschossige, verputzte Fachwerkbau mit Krüppelwalmdach besitzt fünf zu vier Fensterachsen.